# Championnats de France de triathlon 2011
Navigation
Édition précédente Édition suivante
Cet article présente les résultats du Championnats de France de triathlon de 2011.

## Championnat de France de Triathlon courte-distance 2011
Le Championnat de France de Triathlon courte-distance s'est déroulé à Villiers-sur-Loir, le dimanche 24 septembre.

## Résultats

### Homme
|        | Triathlète       | Temps           |
| ------ | ---------------- | --------------- |
| Or     | Laurent Vidal    | 1 h 56 min 32 s |
| Argent | Aurélien Lescure | 1 h 56 min 40 s |
| Bronze | Pierre Le Corre  | 1 h 57 min 01 s |
| 4      | Aurélien Raphaël | 1 h 57 min 14 s |

### Femme
|        | Triathlète       | Temps           |
| ------ | ---------------- | --------------- |
| Or     | Jessica Harrison | 1 h 01 min 44 s |
| Argent | Charlotte Morel  | 1 h 02 min 45 s |
| Bronze | Emmie Charayron  | 1 h 04 min 19 s |
| 4      | Julie Nivoix     | 1 h 05 min 48 s |
| 5      | Laurie Belkadi   | 1 h 05 min 58 s |